# Markus Artz
Markus Artz (* 1969 in Eschweiler) ist ein deutscher Rechtswissenschaftler.

## Leben
Er studierte Rechtswissenschaft an den Universitäten Trier (1995 erstes Staatsexamen) und Málaga. von 1995 bis 1999 war er wissenschaftlicher Mitarbeiter an der Universität Trier (Peter Bülow). Nach der Promotion 2000/2001 an der Universität Trier  und dem zweiten Staatsexamen 2001 in Trier war er dort 2001 bis 2009 wissenschaftlicher Assistent (Peter Bülow und Gregor Bachmann). Nach der Habilitation 2007 durch den Fachbereich Rechtswissenschaft der Universität Trier (Lehrbefugnis für die Fächer Bürgerliches Recht, Handels- und Wirtschaftsrecht) ist er seit 2009 Universitätsprofessor in Bielefeld, Lehrstuhl für Bürgerliches Recht, Europäisches Privatrecht, Handels- und Wirtschaftsrecht sowie Rechtsvergleichung.
Seine Forschungsschwerpunkte sind Europäischen Zivil- und Wirtschaftsrecht sowie das deutsche Vertrags- und Sachenrecht. Er befasst sich dabei besonders mit dem deutschen, europäischen und internationalen Verbraucherprivatrecht.
Artz ist Vorstandsvorsitzender des Deutschen Mietgerichtstags.

## Schriften (Auswahl)
- Der Verbraucher als Kreditnehmer. Berlin 2001, ISBN 3-428-10628-8.
- mit Peter Bülow: Zahlungskontengesetz. Kommentar. München 2017, ISBN 3-406-70132-9.
- mit Peter Bülow: Verbraucherkreditrecht. Entgeltliche und unentgeltliche Darlehen und Finanzierungshilfen, Verbraucher und Unternehmer, Widerruf und verbundene Geschäfte, Kreditvermittlung, IPR (Rom I-VO), Mahnverfahren, Art. 17 EuGVVO. München 2019, ISBN 3-406-72869-3.
- mit Ulf Börstinghaus und Cathrin Börstinghaus: AGB in der Wohnraummiete. München 2019, ISBN 3-406-64943-2.